# Chrysler Newport
Chrysler Newport – samochód osobowy klasy wyższej średniej produkowany pod amerykańską marką Chrysler w latach 1960–1981. 
Wcześniej nazwę tę nosił koncepcyjny pojazd z 1940 roku, a w latach 50. nosiły ją uzupełniająco  wersje nadwoziowe hardtop niektórych modeli Chryslera. Jako osobny model od 1961 roku modelowego Chrysler Newport dostępny był jako: 2-drzwiowe coupé, 2-drzwiowy kabriolet, 4-drzwiowy sedan oraz 5-drzwiowe kombi. Do napędu używano silników V8. Moc przenoszona była na oś tylną.

## Samochód koncepcyjny (1940)

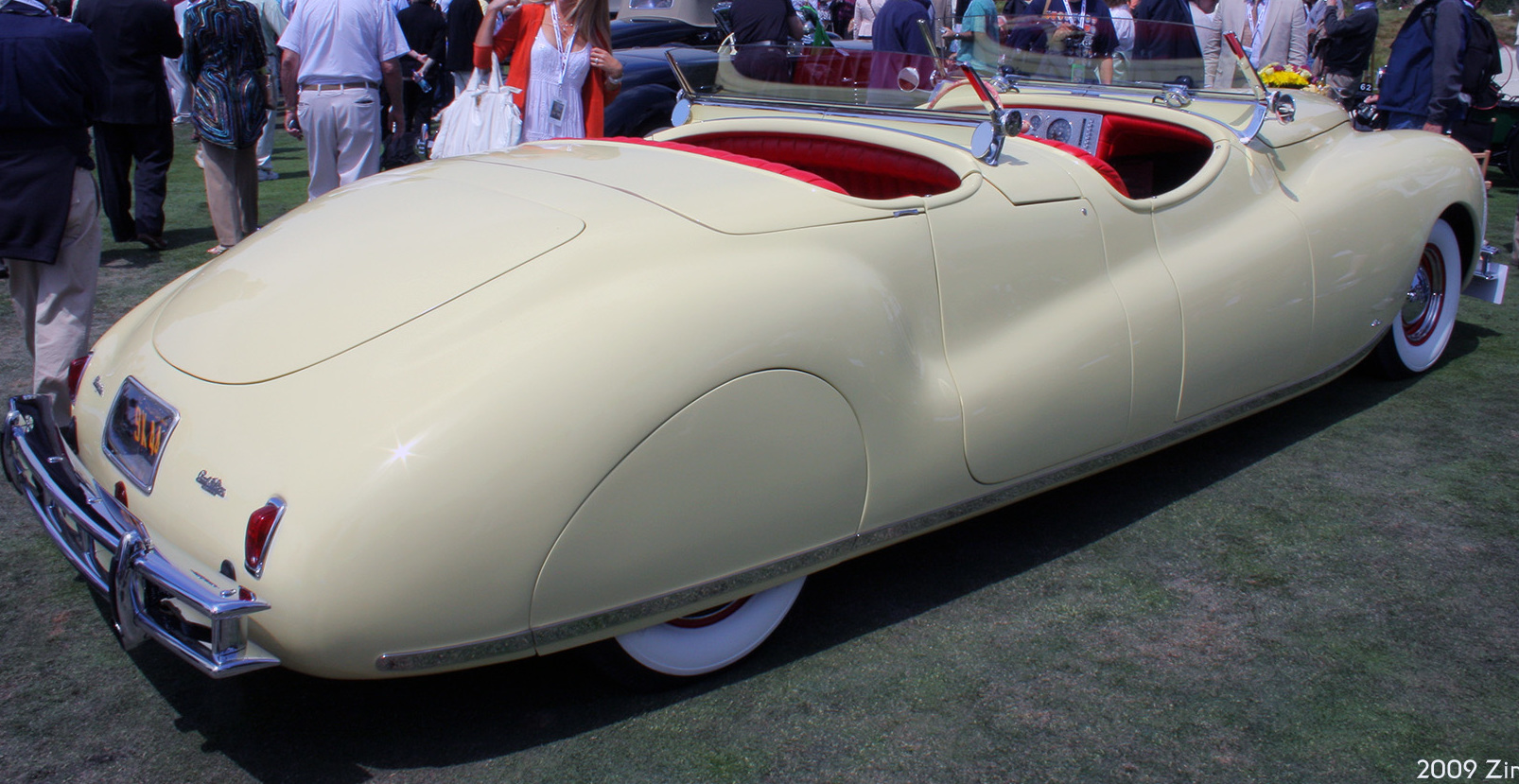
Chrysler Newport I - tył

Nazwę Newport po raz pierwszy nosił model koncepcyjny Chrysler Newport Phaeton z 1940 roku. Posiadał on otwarte nadwozie typu faeton, z dwoma oddzielonymi kabinami (dual cowl phaeton). Jego projektantem był Ralph Roberts z firmy nadwoziowej LeBaron. 
Między 1940 a 1941 rokiem powstało pięć jednostkowo wykonanych egzemplarzy. Jeden z nich został samochodem otwierającym wyścig Indianapolis 500 w 1941 roku (pace car). 

### Silnik
- L8 5.3l Chrysler Spitfire

## Lata 1950–1956
Nazwa Newport została użyta w modelach Chryslera debiutujących w styczniu 1950 roku, ale nie jako osobny model, lecz dodatkowe oznaczenie nowo wprowadzonych dwudrzwiowych wersji hardtop trzech modeli: Windsor, New Yorker i Town & Country (w ostatnim przypadku stanowił jedyną wersję nadwozia). Nadwozie hardtop, istniejące od niedawna na rynku, uważane było wówczas za bardziej stylową odmianę i samochody te były zazwyczaj droższe od sedanów i coupé. Pomimo dwudrzwiowego nadwozia, mieściły one sześć osób, typowo dla rynku amerykańskiego. Rozstaw osi wynosił 125,5 cala (3188 mm) dla Windsor i 131,5 cala (3340 mm) dla pozostałych. Napęd stanowiły silniki  odpowiednio: R6 o pojemności 250,6 cala sześciennego (4,1 l) i mocy 116 KM oraz V8 o pojemności 323,5 cala sześciennego (5,3 l) i mocy 135 KM. Wyprodukowano w pierwszym roku modelowym 9925 sztuk Windsor Newport Hardtop (bazowa cena wynosiła 2636 dolarów), 2800 New Yorker Newport Hardtop (3133 dolary) i 700 Town & Country Newport Hardtop (4003 dolary). 
W 1951 roku modele Chryslera zostały nieco przestylizowane i ich gama uległa zmianom. Nazwę Newport nosiły dwudrzwiowe hardtopy modeli Windsor DeLuxe, New Yorker oraz Imperial. Napęd Windsor DeLuxe stanowił poprzedni silnik R6 116 KM, natomiast pozostałe otrzymały nowy silnik V8 Hemi o pojemności 331,1 cala sześciennego (5,43 l) i mocy 180 KM. Bazowa cena wynosiła odpowiednio: 2953, 3798 i 4042 dolary. W następnym roku wprowadzono jedynie niewielkie zmiany stylistyczne, a nazwa Newport pozostała w użyciu dla hardtopów tych samych trzech modeli (ceny odpowiednio: 3064, 3941 i 4194 dolary).
Na 1953 rok modelowy samochody Chryslera zostały znacząco przekonstruowane i ponownie dokonano przesunięć w obrębie gamy modeli. Nazwę Newport nosiły teraz dwudrzwiowe hardtopy czterech modeli: Windsor DeLuxe, New Yorker, New Yorker DeLuxe i Custom Imperial, w cenie od 3025 dolarów za pierwszy do 4560 za ostatni. Taki sam zestaw modeli pozostał na kolejny 1954 rok, przy tym ceny zaczynały się od 2831 dolarów z uwagi na obniżenie rangi modelu Windsor DeLuxe.
Nazwy Newport dla niektórych tylko dwudrzwiowych wersji hardtop modeli Windsor DeLuxe i New Yorker DeLuxe używano nadal w nowej generacji Chryslerów wprowadzonej na 1955 rok, stylizowanej w nowoczesnym duchu Forward Look. Ich ceny wynosiły odpowiednio 2818 i 3652 dolarów. W 1956 roku modelowym utrzymano nazwę Newport dla dwudrzwiowych hardtopów modeli Windsor i New Yorker (już bez dodatku DeLuxe), a nadto po raz pierwszy dodano czterodrzwiowe hardtopy Newport dla obu modeli. Nazwa Newport znikła następnie z oznaczeń modeli Chryslera po 1956 roku.

### Silnik
- L6 2.5l 116 KM

## Pierwsza generacja

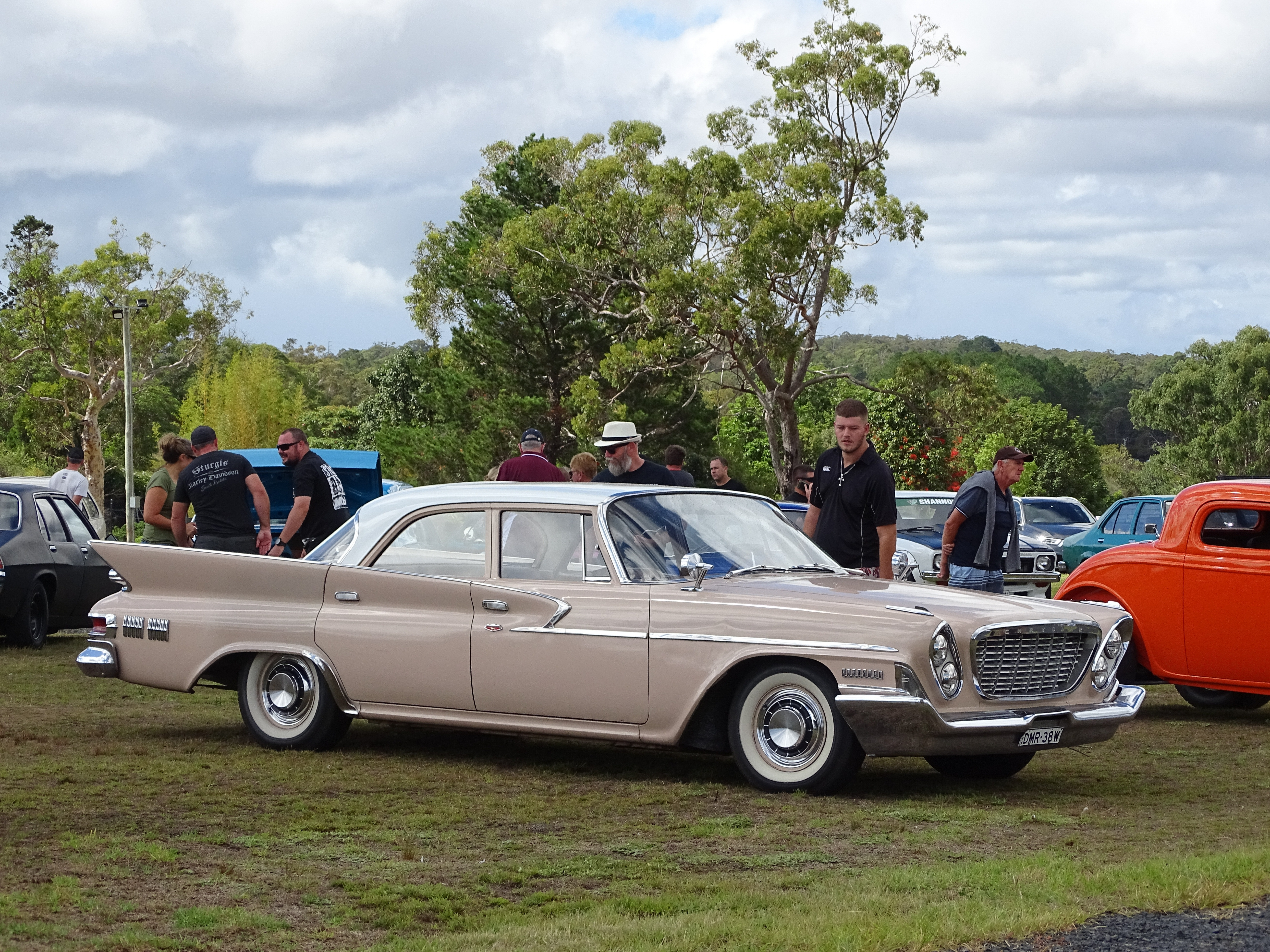
1961 Chrysler Newport sedan

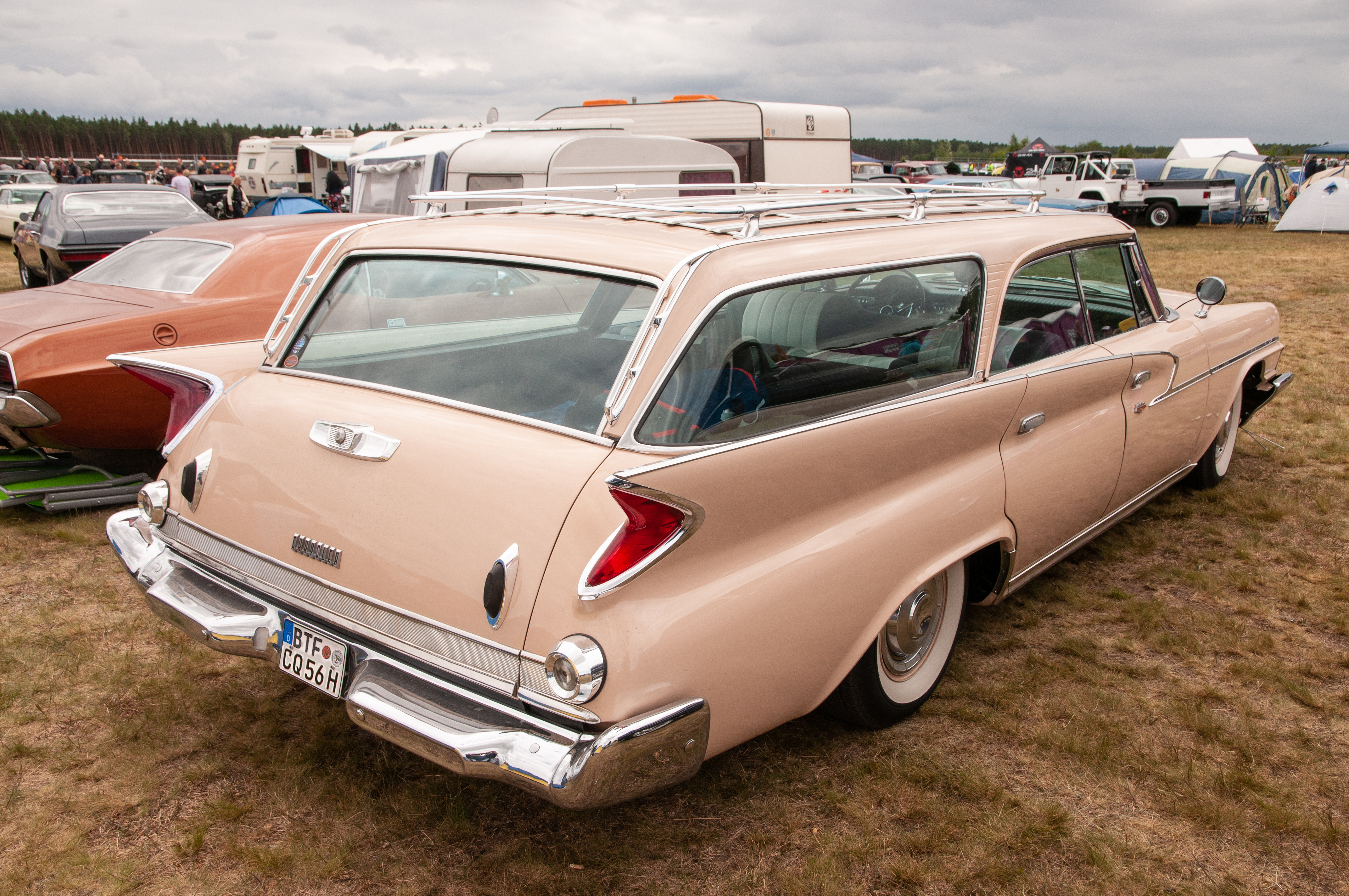
1961 Chrysler Newport kombi

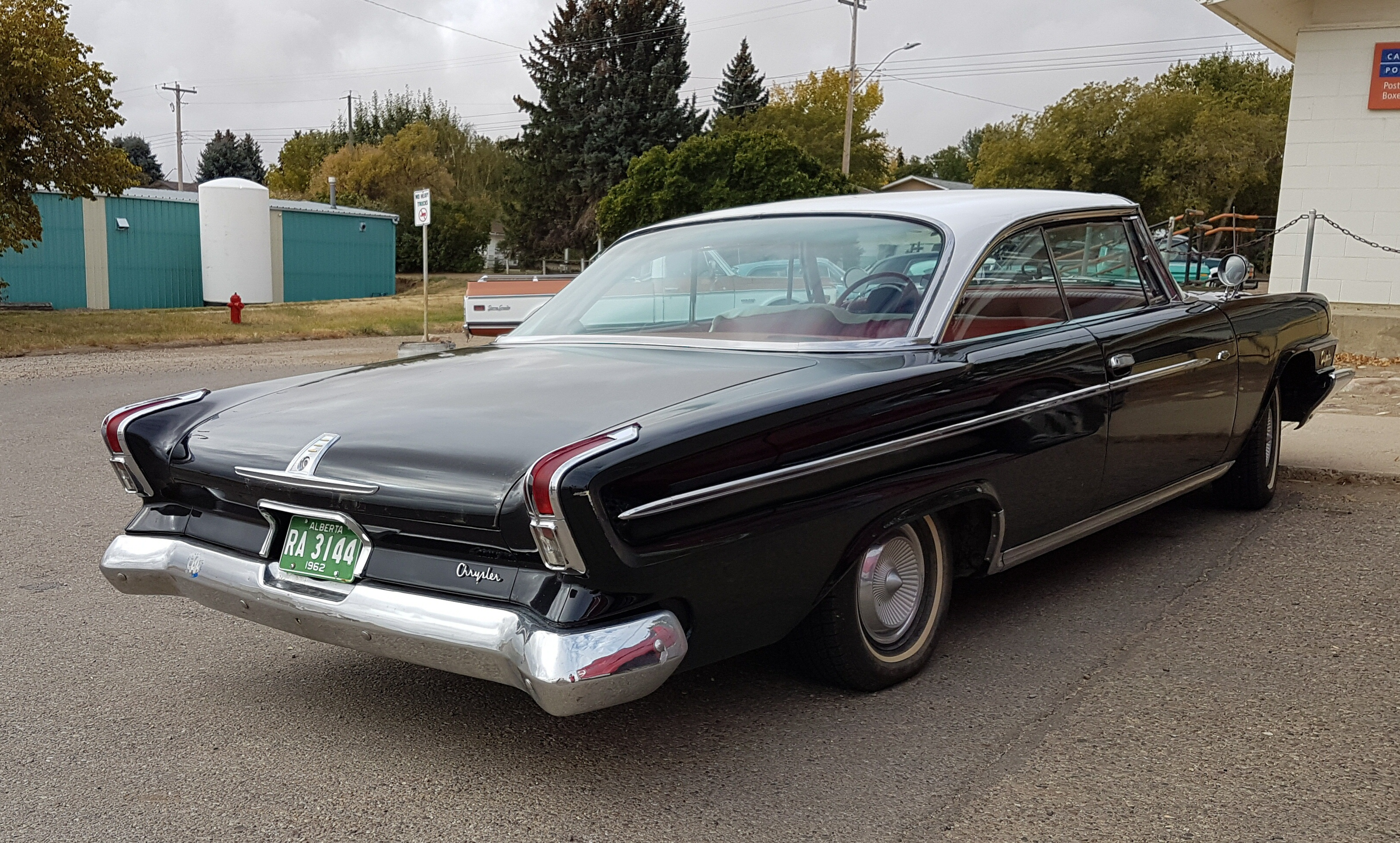
1962 Chrysler Newport hardtop 2-d

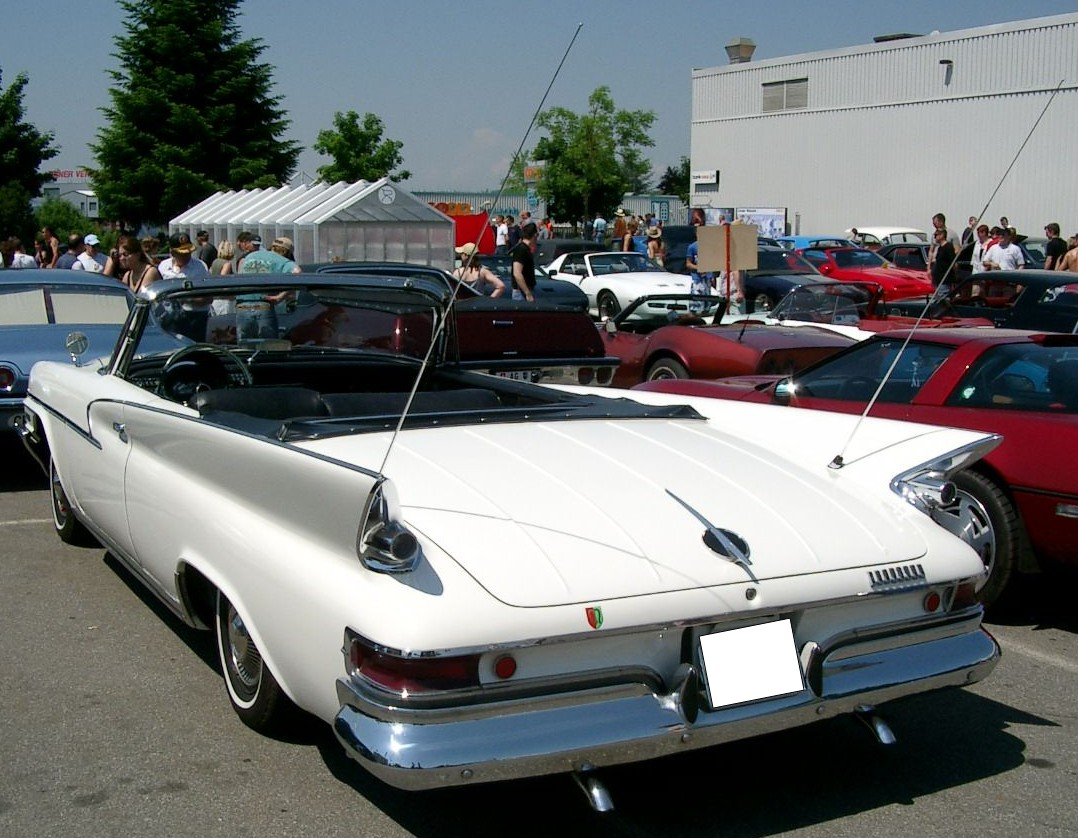
1961 Chrysler Newport kabriolet

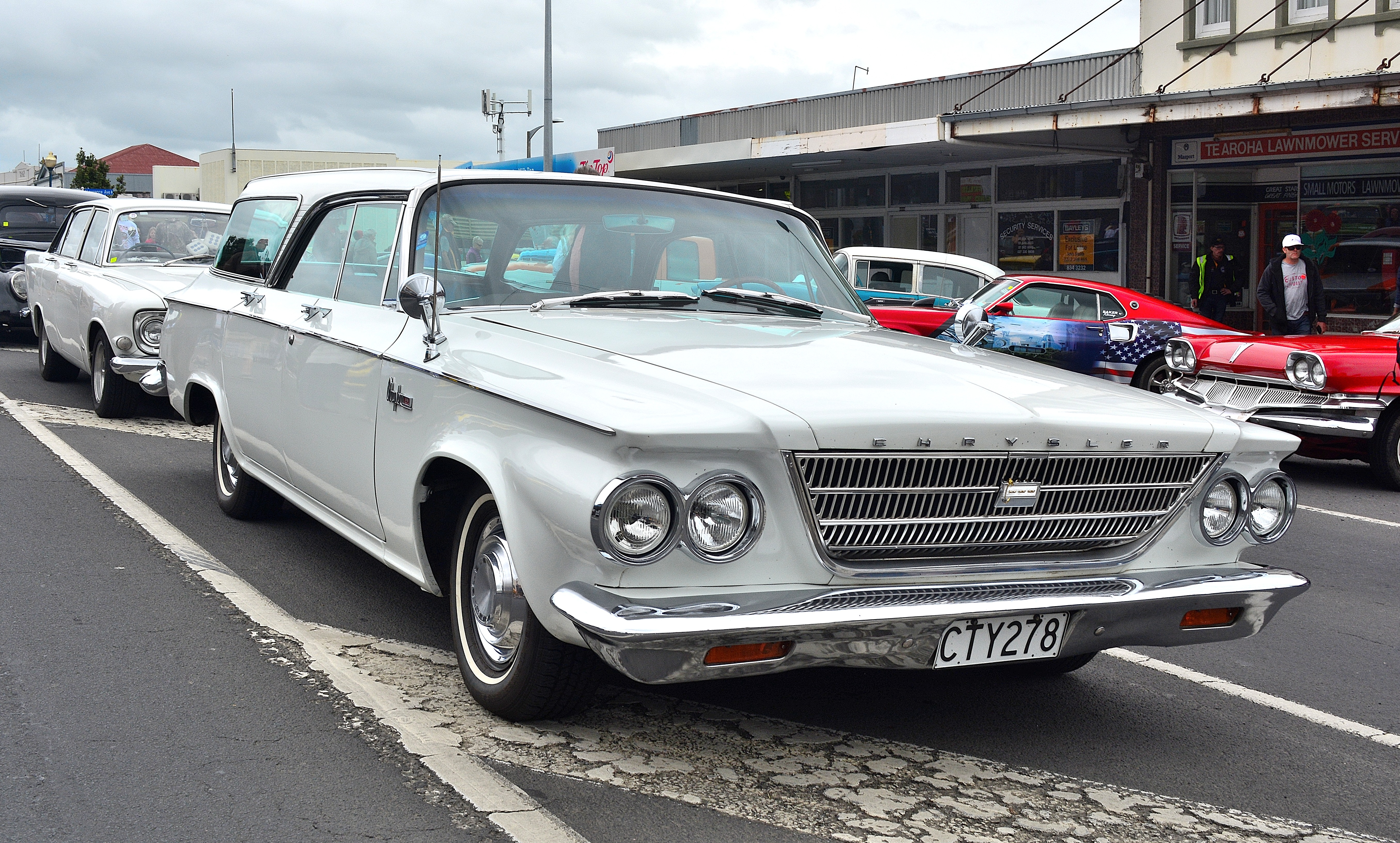
1963 Chrysler Newport kombi po drugim liftingu

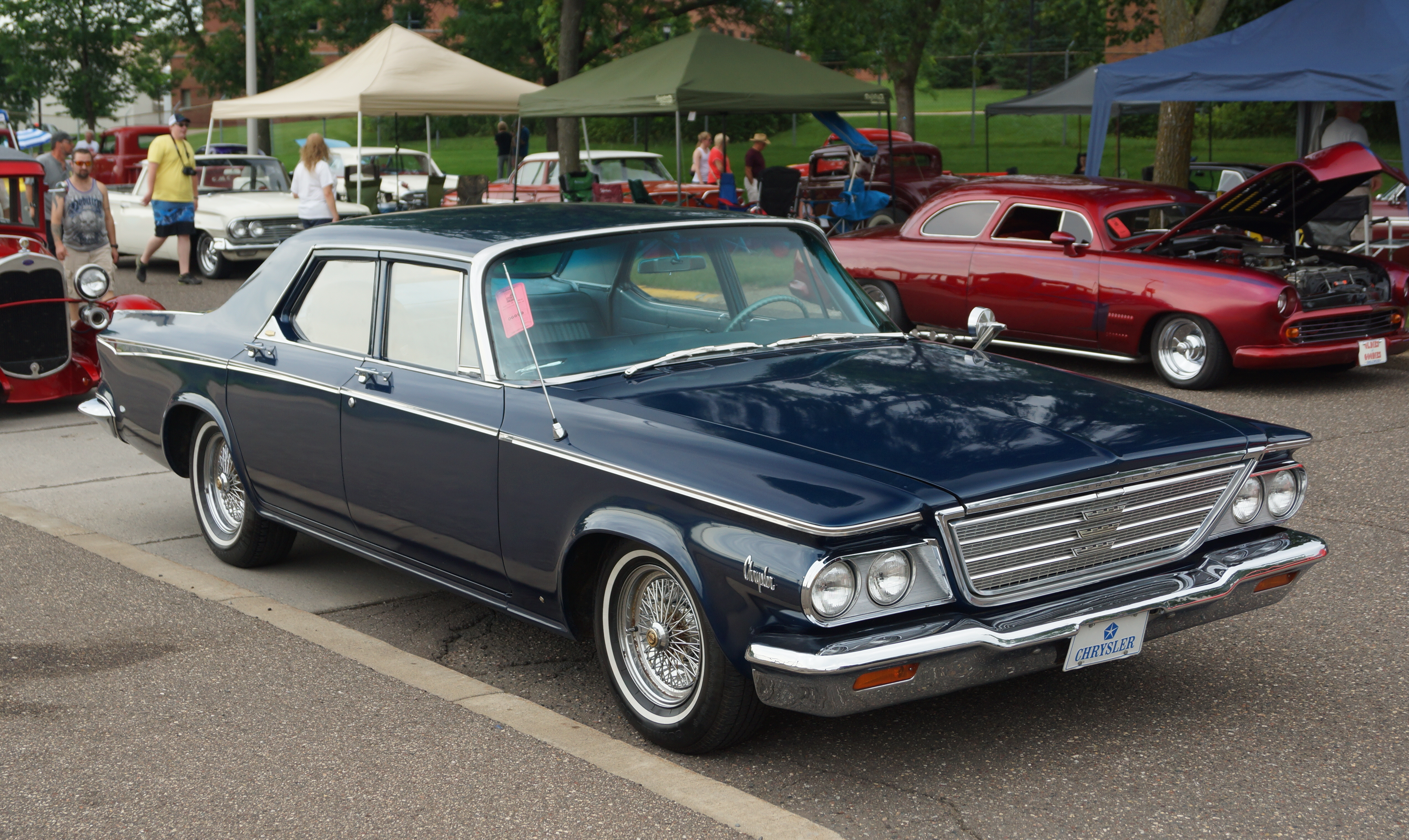
1964 Chrysler Newport sedan po trzecim liftingu

Chrysler Newport I został zaprezentowany po raz pierwszy w 1960 roku, od 1961 roku modelowego.

### Model 1961
Newport jako samodzielny model pojawił się pod koniec 1960 roku, w gamie Chryslera na 1961 rok, jako najtańszy samochód marki, w celu wypełnienia luki w koncernie Chrysler po likwidowanej marce DeSoto. Bazował on na modelu Chrysler Windsor wprowadzonym w poprzednim roku, ze zmianami stylistycznymi na 1961 rok, przede wszystkim podwójnymi reflektorami rozmieszczonymi ukośnie po bokach chromowanej atrapy chłodnicy w formie rozszerzającego się do góry trapezu. Z tyłu zachowano ostro zakończone płetwy z poprzedniego roku, lecz na ich końcach umieszczono światła cofania, a lampy tylne umieszczono niżej, na tylnym pasie. Nazwę Windsor natomiast przeniesiono na pośredni model Chryslera, poprzednio noszący nazwę Saratoga (różnił się on jedynie lepszym silnikiem i wykończeniem, lecz dostępny był tylko przez jeden rok). Produkowanym przez krótki czas modelem bliźniaczym był DeSoto model 1961, o podobnej stylizacji części przedniej i tylnej (z tyłu różnił się odwrotnym rozmieszczeniem lamp).
Oferowano wersje nadwozia: czterodrzwiowy sedan, dwudrzwiowy i czterodrzwiowy hardtop, dwudrzwiowy kabriolet (ang. convertible) oraz pięciodrzwiowe kombi Newport Town & Country, w odmianach z dwoma lub trzema rzędami siedzeń. Przy tym, kombi miało w tej generacji mało typowy i niestosowany już później dach typu hardtop. Cechą wyróżniającą samochody Chryslera na rynku amerykańskim było wprowadzone od 1960 roku samonośne nadwozie. Rozstaw osi wynosił 122 cale (3098 mm). Zawieszenie przednie było niezależne na drążkach skrętnych, tylne stanowił klasyczny most napędowy na resorach wzdłużnych. Napęd stanowił silnik V8 Firebolt o pojemności 361 cali sześciennych (5,92 l) i mocy 265 KM, z dwugardzielowym gaźnikiem, z mechaniczną trzybiegową skrzynią biegów, lub automatyczną Torqueflite. Wyprodukowano 57 102 samochodów modelu 1961 roku, w tym 34 370 sedanów (wszystkie dane na rynek amerykański). Newport stanowił 59,2% produkcji Chryslera w pierwszym roku. Cena bez wyposażenia dodatkowego wynosiła od 2964 dolarów za sedan do 3624 dolarów za kombi (średnia cen: 3285 dolarów). W kolejnych latach produkcji tej generacji – do 1964 roku, gama nadwozi i napęd pozostały takie same, również ceny pozostały na podobnym lub nawet nieco niższym poziomie. Sprzedaż kombi nigdy nie przekraczała kilku tysięcy rocznie.

### Model 1962 – pierwszy lifitng
Na rok 1962 samochód radykalnie przestylizowano w tylnej części. Przód pozostał podobny, z ukośnymi podwójnymi reflektorami, lecz z tyłu zlikwidowano duże wystające płetwy i poprowadzono wyżej pokrywę bagażnika. Silnik i skrzynie biegów pozostały natomiast takie same. Wyprodukowano ich 83 120, w tym 54 813 sedanów. Od tego roku wprowadzono także nowy droższy model Chryslera: 300, bazujący na Newporcie.

### Model 1963 – drugi lifting
Model na rok 1963, bazujący na tej samej konstrukcji, otrzymał całkiem nowe oblachowanie nadwozia, o zmienionej linii. Z przodu powrócono do tradycyjnych podwójnych reflektorów umieszczonych poziomo, po bokach trapezowej atrapy chłodnicy. Dach stał się optycznie cięższy, a część tylna stała się kanciasta, z pojedynczymi okrągłymi tylnymi lampami zespolonymi. Samochody te produkowano od października 1962, w takiej samej gamie nadwozi. Wyprodukowano ich 75 972 w tym 49 067 sedanów. Oba droższe modele Chryslera: 300 i New Yorker, bazowały od tego roku na tym samym podwoziu i nadwoziu, lecz różniły się mocniejszymi silnikami i wykończeniem, w tym innymi atrapami chłodnicy.

### Model 1964 – trzeci lifting
Na 1964 rok wprowadzono tylko niewielki lifting, dotyczący głównie atrapy chłodnicy i ozdób. Wyróżnikiem stały się podwójne reflektory umieszczone na chromowanych panelach. Z tyłu boczne krawędzie bagażnika zostały mocniej zaakcentowane i zmienił się kształt świateł. Samochody te produkowano od września 1963, a powstało ich 85 183 w tym 55 957 sedanów. Jako opcja pojawiła się 4-biegowa skrzynia manualna.

### Silniki
- V8 5.9l
- V8 6.3l
- V8 6.8l

## Druga generacja

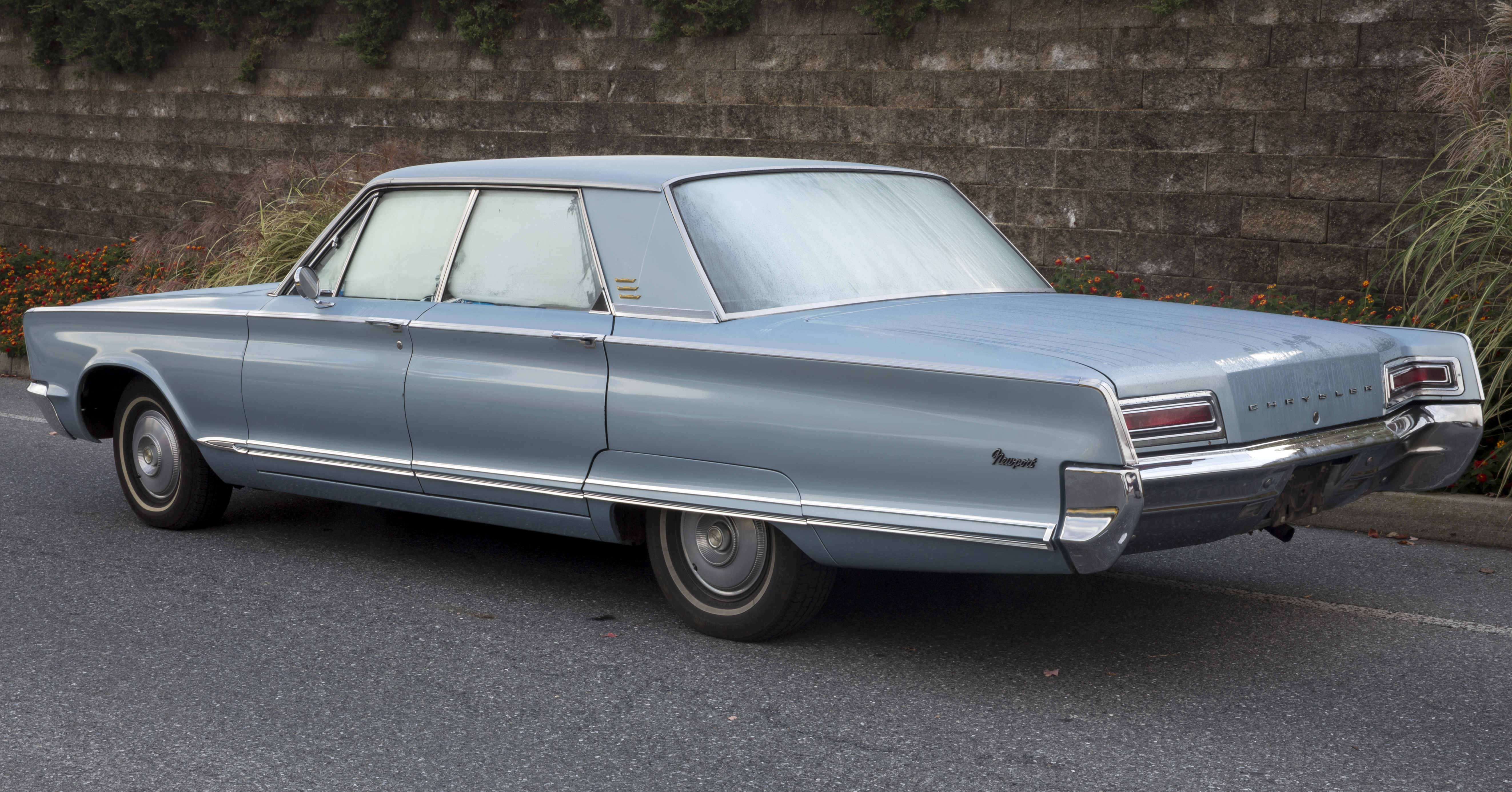
1966 Newport hardtop 4-d – tył

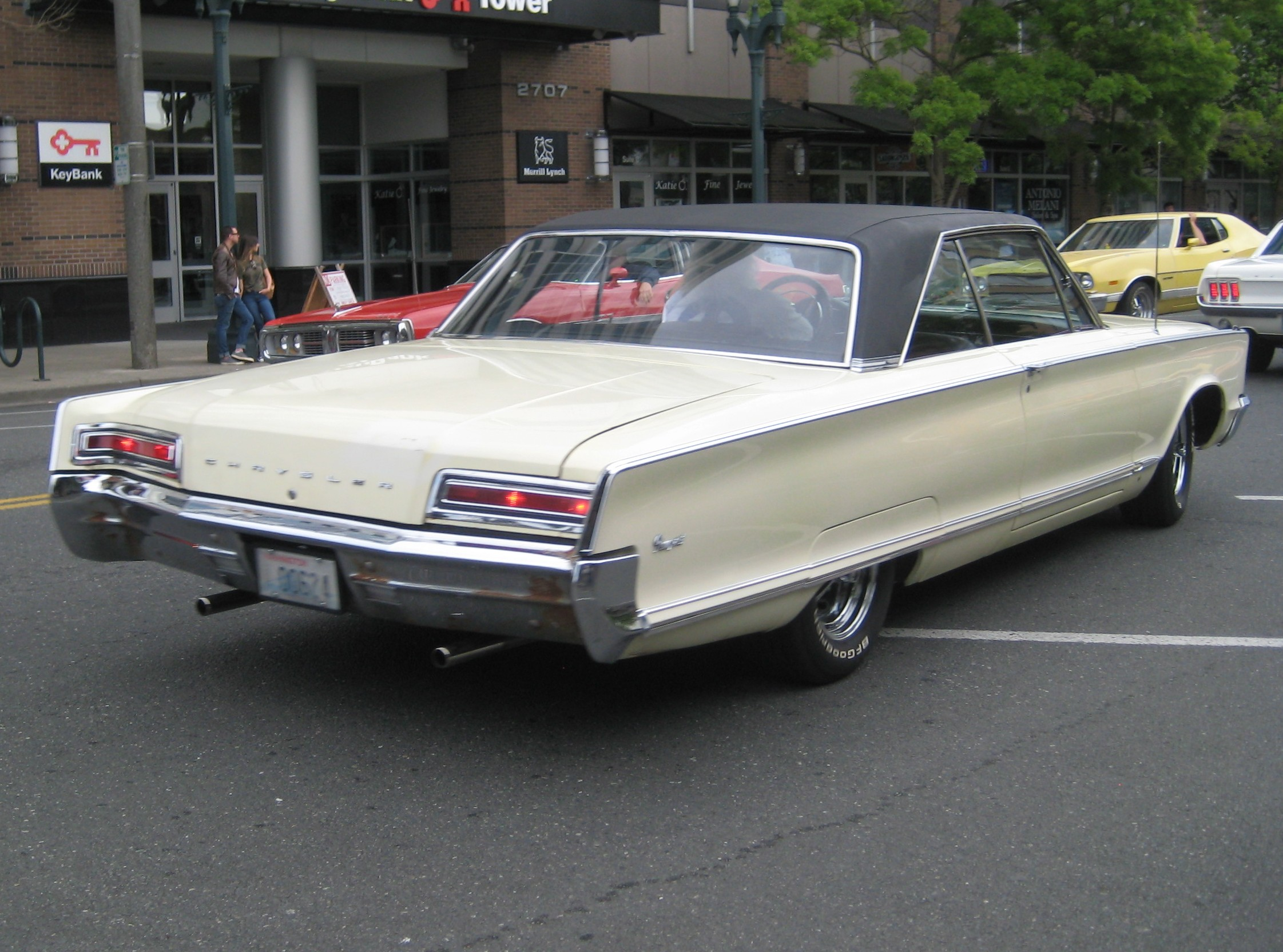
1966 Newport hardtop 2-d

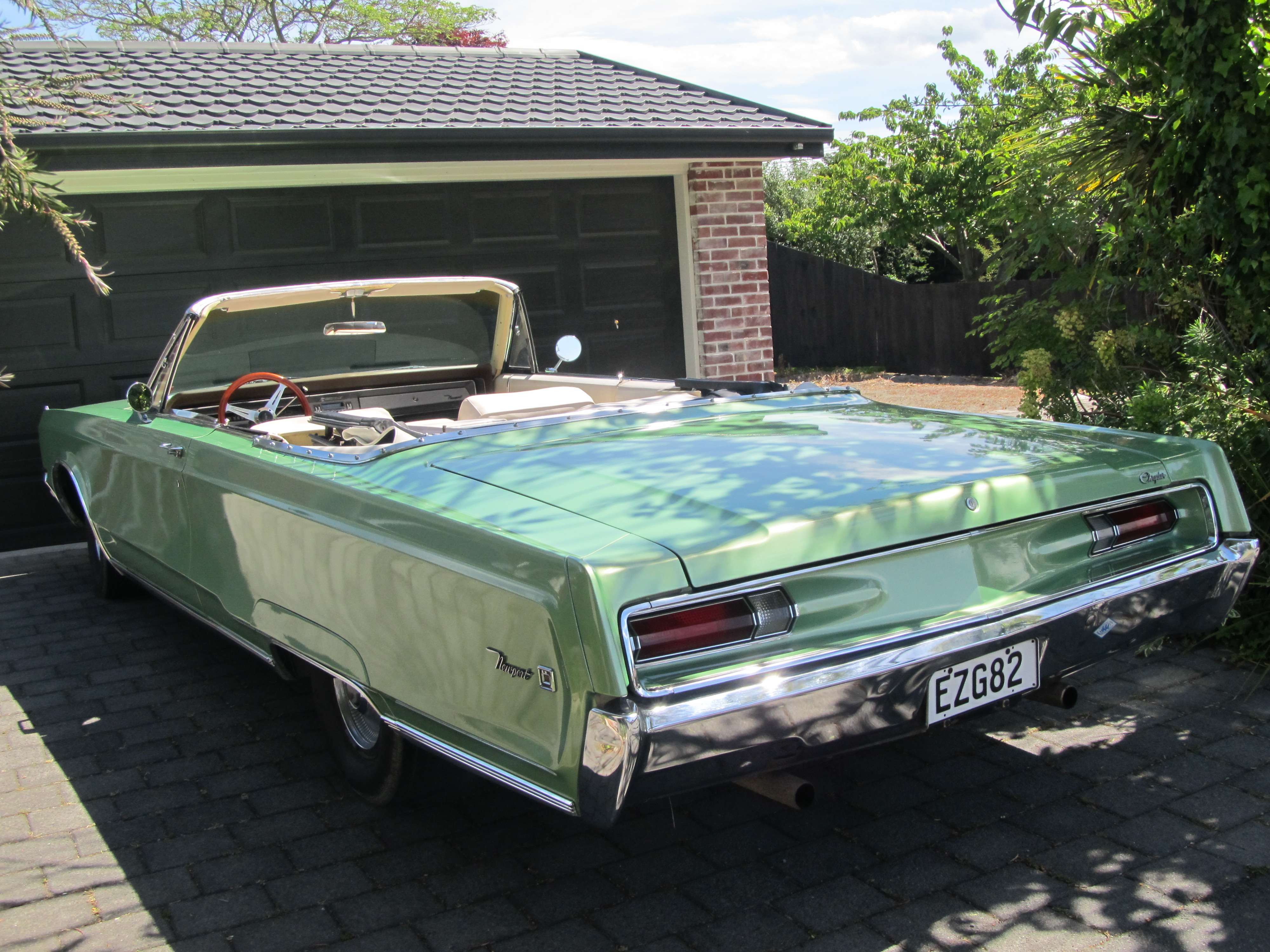
1968 Newport kabriolet

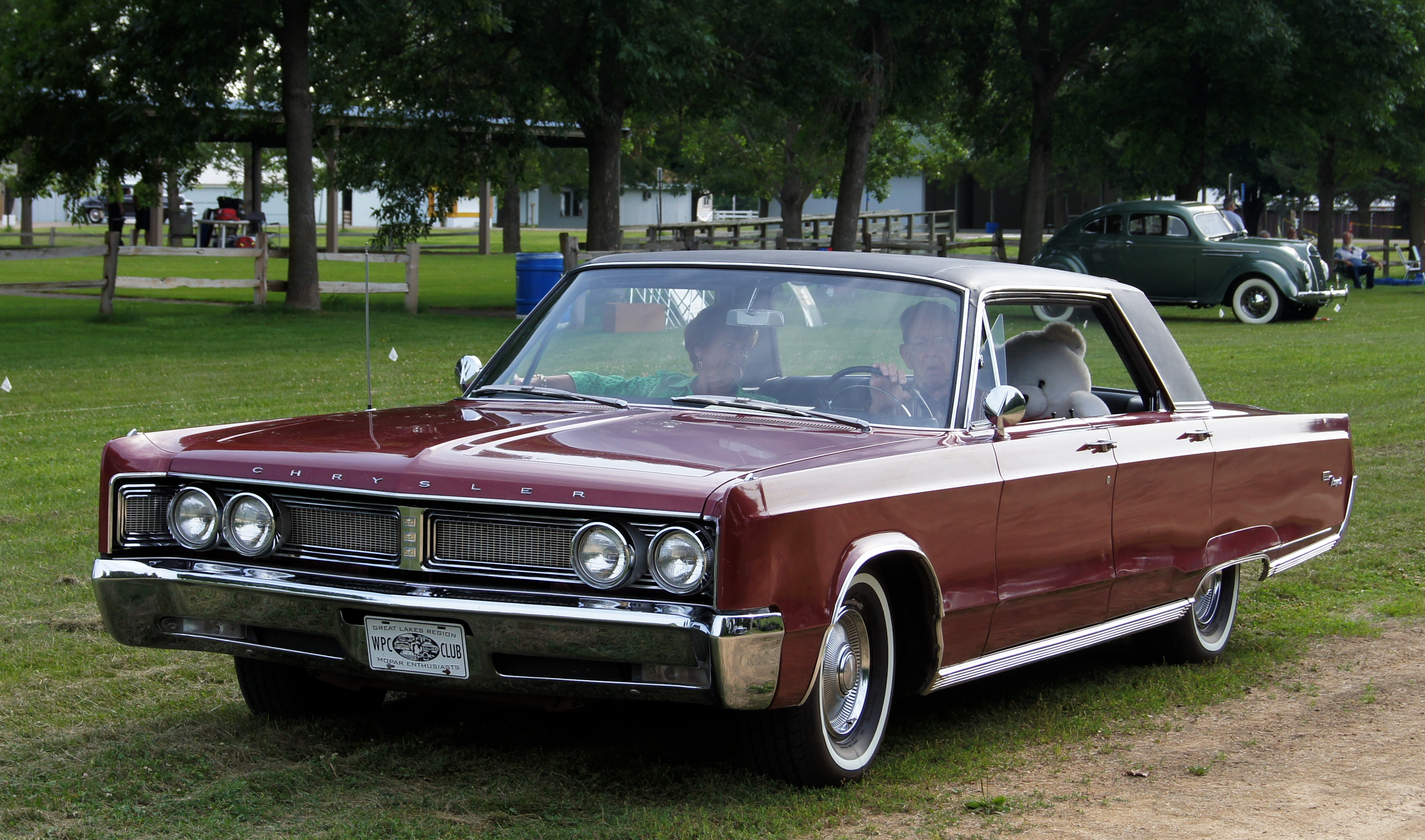
1967 Newport hardtop 4-d

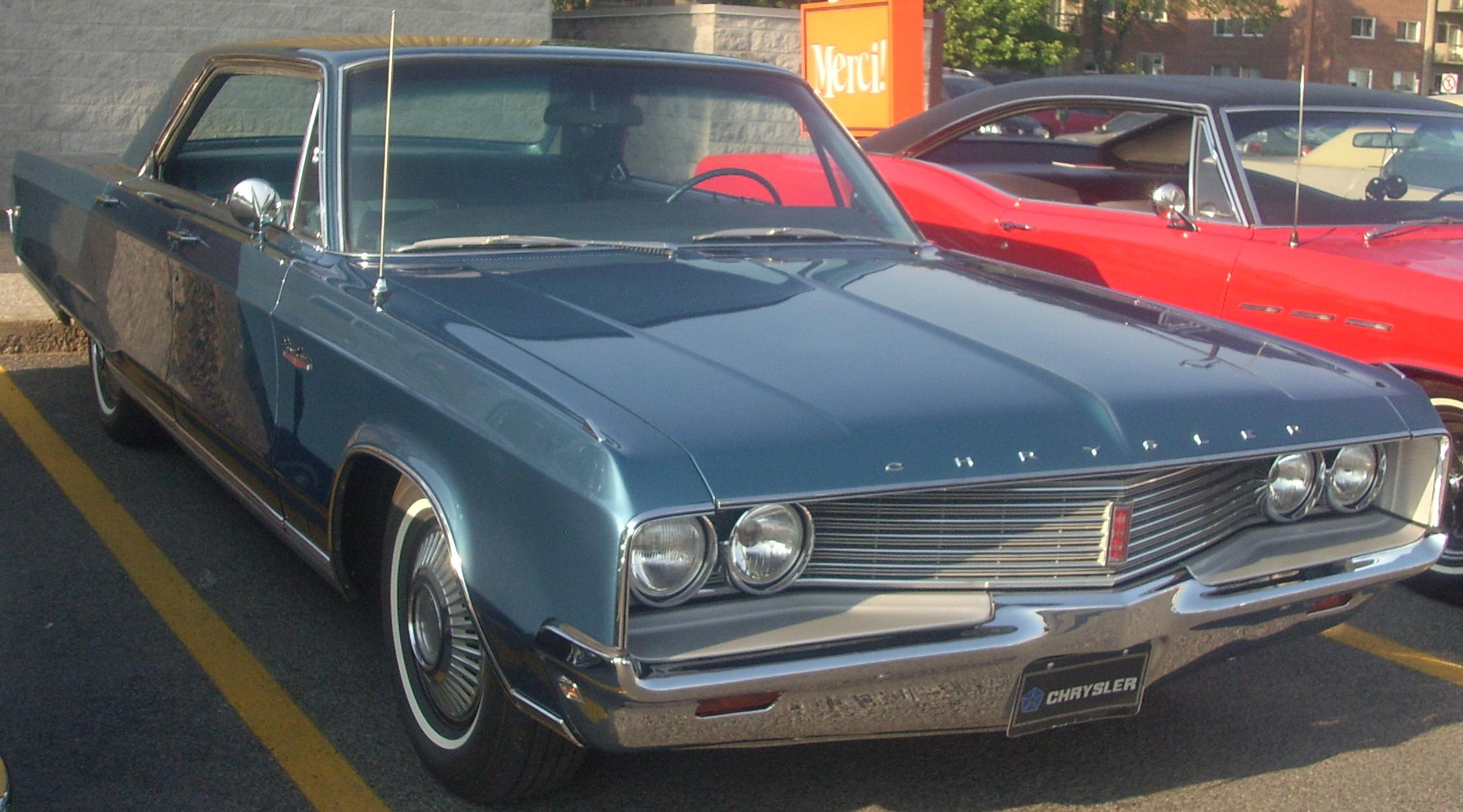
1968 Newport hardtop 4-d

Chrysler Newport II został zaprezentowany po raz pierwszy w 1964 roku, od 1965 roku modelowego.

### Model 1965
Na 1965 rok zaprezentowano we wrześniu 1964 roku nową generację samochodów Chrysler, w tym najtańszego modelu Newport. Prezentowały one modną kanciastą stylistykę, z podwójnymi okrągłymi reflektorami. Newport oparty był na podwoziu o rozstawie osi 124 cale (3150 mm) lub 121 cali (3073 mm) w przypadku kombi. Napęd stanowił silnik V8 o pojemności 383 cali sześciennych (6,28 l) i mocy 270 KM (gaźnik dwugardzielowy), a jako opcja o mocy 315 KM z gaźnikiem czterogardzielowym. W standardzie była skrzynia 3-biegowa, za dopłatą 4-biegowa lub automatyczna Torqueflite.
Oferowano nadal taką samą gamę wersji nadwozi: czterodrzwiowy sedan, dwudrzwiowy i czterodrzwiowy hardtop, dwudrzwiowy kabriolet (convertible) oraz kombi Newport Town & Country, w wersjach z dwoma lub trzema rzędami siedzeń (trzeci skierowany do tyłu). Dodatkowym wariantem był Town Sedan z 6 oknami bocznymi (dodatkowo w słupkach C). Cena bazowa wynosiła od 3009 dolarów za sedan do 3629 dolarów za trzyrzędowe kombi (średnia z gamy: 3280 dolarów). Nowoczesna stylistyka zyskała uznanie i wyprodukowano na rynek amerykański aż 125 795 samochodów modelu 1965 roku, w tym 61 054 zwykłych sedanów i tylko 8421 kombi. Chrysler zanotował w tym roku znaczny skok sprzedaży (aż o 39%), przekraczając 2% udziału w rynku amerykańskim i awansując z 11. na 10. miejsce wśród producentów. Z tego, ponad 61% sprzedaży stanowił model Newport. Do głównej fabryki w Detroit doszła w tym roku fabryka w Newark.

### Model 1966 – pierwszy lifting
W kolejnym 1966 roku samochód przeszedł zmianę stylistyki w pasie przednim i tylnym. Od tego roku kombi Chryslera formalnie pozostawało w gamie modeli Newport pod względem nadwozia i silnika, lecz faktycznie stało się odrębną linią Town & Country, występującą bez nazwy Newport w materiałach sprzedażowych. Samochody tego rocznika produkowano od września 1965 roku. Silniki rozwijały 270 KM lub 325 KM przy tej samej pojemności; w standardzie nadal była skrzynia 3-biegowa, a za dopłatą automatyczna. Jako opcja (za 335 dolarów) dostępny był całkiem nowy silnik o pojemności 440 cali sześciennych (7,21 l) i mocy 365 KM, z automatyczną skrzynią. Zrezygnowano tym samym z zasady, że model Newport nie był dostępny z najmocniejszymi silnikami Chryslera, zastrzeżonymi dotąd dla droższych modeli. Ceny rozpoczynały się od 3052 dolarów za sedan do 3476 za kabriolet (nie licząc linii Town & Country). Wyprodukowano w tym roku jeszcze więcej, bo 150 069 samochodów Newport (w tym 74 964 sedanów), a nadto aż 17 602 kombi Town & Country.

### Model 1967 – drugi lifting
Na 1967 rok zaprezentowano dalej idące zmiany stylistyczne. Ostre, kanciaste błotniki zostały wysunięte silniej do przodu, przed pas przedni, a boczne panele nadwozia stały się lekko wklęsłe. Podobnie zmieniono stylistykę pasa tylnego, z błotnikami optycznie wystającymi w tył i łamanymi światłami tylnymi na styku pasa tylnego i błotników. Dwudrzwiowy hardtop otrzymał dach zbliżony do nadwozia fastback, z szerokimi trójkątnymi słupkami. Silniki pozostały takie same, jedynie moc opcjonalnego silnika 440 CID wzrosła do 375 KM. W gamie nadwozi zarzucono słabo sprzedający się Town Sedan, natomiast dodano lepiej wyposażoną linię Newport Custom, w skład której wchodziły także czterodrzwiowy sedan oraz dwudrzwiowy i czterodrzwiowy hardtop (bez kabrioletu). Wyprodukowano 142 688 samochodów Newport (ceny bazowe od 3159 dolarów za sedan do 3583 za kabriolet) oraz 14 703 kombi Town & Country.

### Model 1968 – trzeci lifting
W ostatnim roku modelowym tej generacji – 1968, produkowanym od września 1967, wprowadzono dalsze zmiany stylistyczne, rezygnując z wysunięcia błotników poza przedni i tylny pas. Błotniki przednie zaczynały się teraz równo z linią maski, tworząc z nią chromowane obramowanie dla zagłębionych podwójnych reflektorów i wygiętej atrapy chłodnicy. Również tylny pas stał się bardziej klasyczny. Gama nadwozi pozostała taka sama, natomiast zwiększono moc podstawowego silnika o pojemności 383 cali sześciennych do 290 KM, a opcjonalnego z gaźnikiem czterogardzielowym, do 330 KM. Jako opcja dostępny był nadal silnik 440 CID 375 KM. Wyprodukowano 159 958 samochodów Newport (w tym 61 436 zwykłych sedanów) i aż 22 141 kombi Town & Country. Ceny bazowe wynosiły od 3306 dolarów za sedan do 3704 za kabriolet. Chrysler w tym roku zwiększył swój udział w rynku do 3,09%, a Newport stanowił 60,4% sprzedaży.

### Silnik
- V8 6,3 l (6286 cm³), 2 zawory na cylinder, OHV
- Układ zasilania: gaźnik
- Średnica cylindra × skok tłoka: 108,00 mm × 85,85 mm
- Stopień sprężania: 9,2:1
- Moc maksymalna: 294 KM (216 kW) przy 4400 obr./min
- Maksymalny moment obrotowy: 515 N•m przy 2400 obr./min

## Trzecia generacja

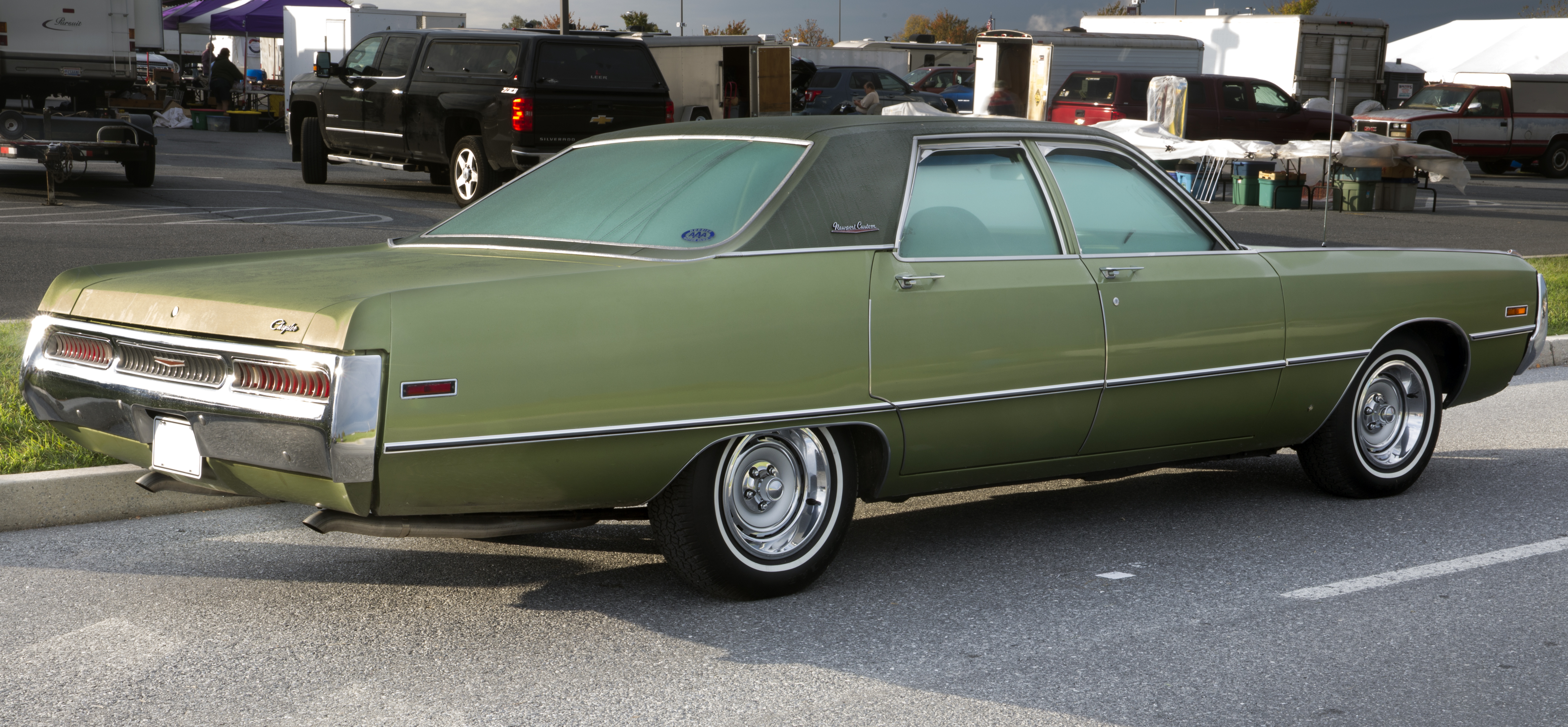
1971 Chrysler Newport sedan - tył

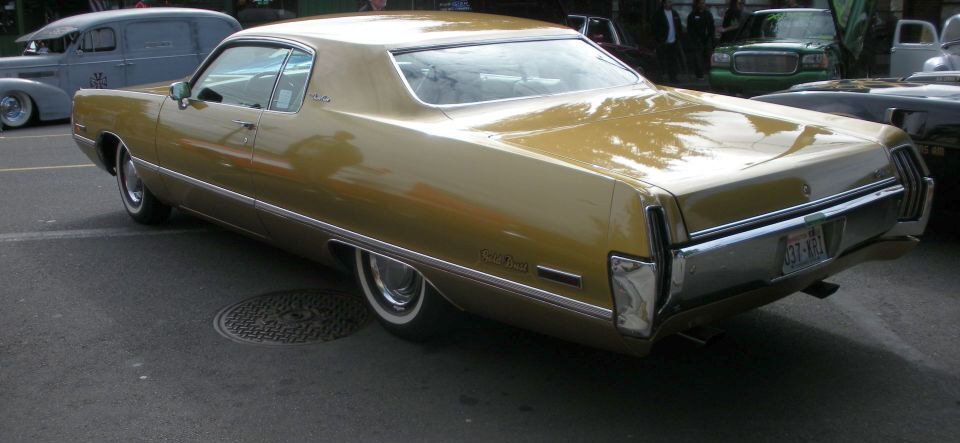
1972 Chrysler Newport hardtop 2-d

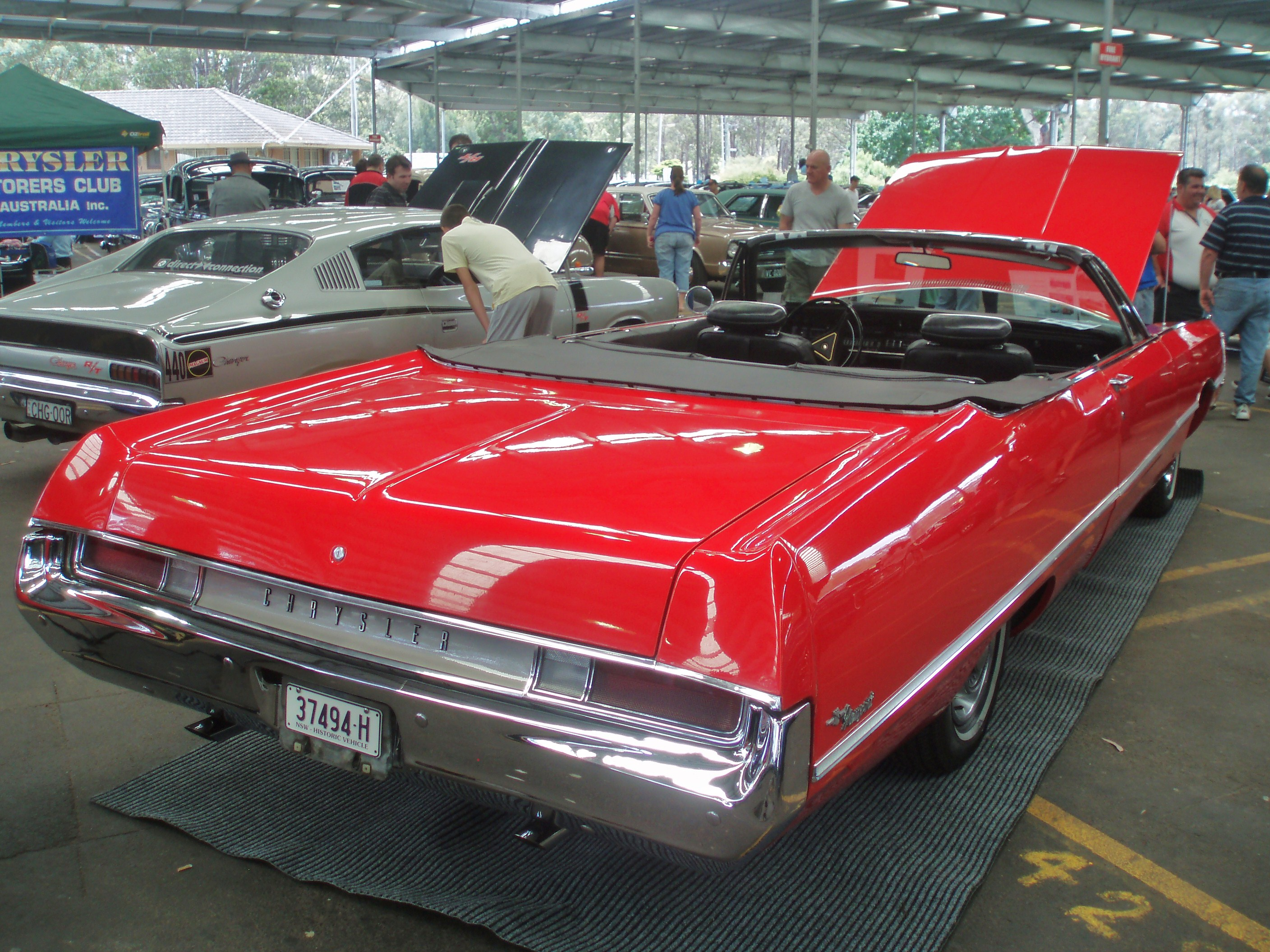
1969 Chrysler Newport kabriolet

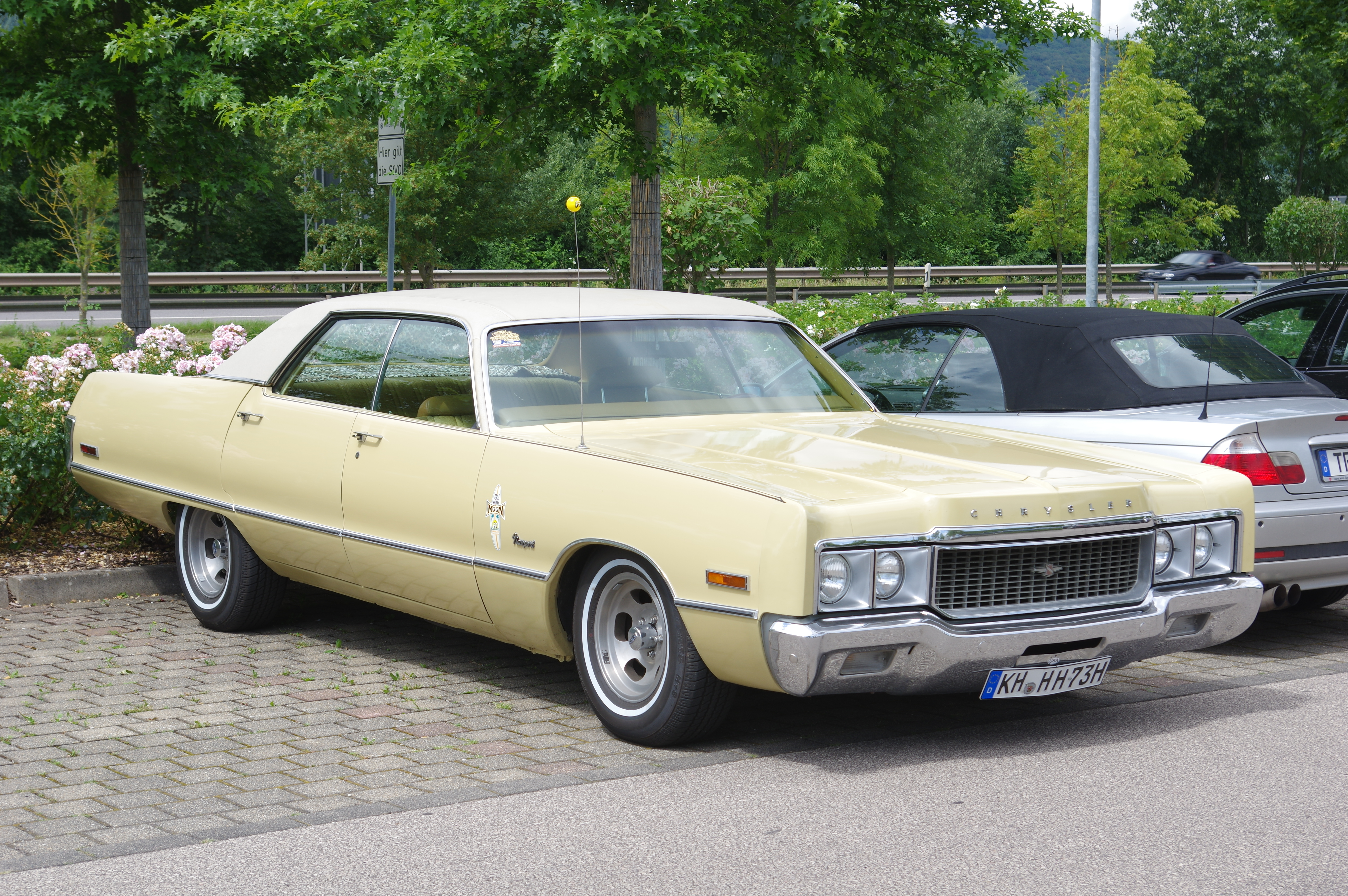
1973 Chrysler Newport hardtop 4-d

Chrysler Newport III został zaprezentowany po raz pierwszy w 1968 roku, od 1969 roku modelowego.

### Model 1969
Nowa generacja samochodów Chrysler produkowana od września 1968 roku wprowadziła istotnie zmienione nadwozie, które stało się bardziej opływowe, dłuższe, z zaokrąglonymi bokami i łagodnym przejściem między dachem a bagażnikiem, w miejsce poprzedniego „pudełkowego”. Ich stylistyka, określana jako fuselage look, była uważana wówczas za wiodącą pod względem nowoczesności na amerykańskim rynku w swojej klasie. Gruby chromowany zderzak otaczał w formie ramki cały pas przedni, z podwójnymi okrągłymi reflektorami i wygiętą atrapą, co stanowiło dalsze rozwinięcie stylistyki z poprzedniego roku. Pod względem mechanicznym modele te były podobne do poprzedniej generacji, zachowując m.in. zawieszenie  przednie na drążkach skrętnych. Rozstaw osi nadal wynosił 124 cale (3150 mm). Podstawowy napęd stanowił nadal silnik 383 CID (6,28 l) o mocy 290 KM, jako opcja dostępny był silnik z gaźnikiem czterogardzielowym o mocy zwiększonej do 335 KM lub dotychczasowy silnik 440 CID (7,21 l) o mocy 375 KM. W standardzie była nadal montowana skrzynia manualna 3-biegowa, a za dopłatą automatyczna Torqueflite.
Gama nadwozi pozostała taka sama: czterodrzwiowy sedan, dwudrzwiowy i czterodrzwiowy hardtop oraz dwudrzwiowy kabriolet, natomiast kombi stał się już odrębnym modelem Town & Country. Z wyjątkiem kabrioletu, wersje te istniały także w bogatszej odmianie Custom. Wyprodukowano na rynek amerykański 156 836 samochodów modelu 1969 roku, w tym 55 083 najpopularniejszych sedanów i dalsze 18 401 w wersji Custom. Cena bazowa wynosiła od 3414 dolarów za sedan do 3823 dolarów za kabriolet. Produkcja modelu Newport wynosiła w tym roku 60% produkcji Chryslera; w kolejnych latach podobnie.

### Model 1970 – pierwszy lifting
W modelu na 1970 rok, wprowadzonym we wrześniu 1969 roku, przeprowadzono jedynie niewielki lifting. Głównie dotyczył on atrapy chłodnicy, o podobnym kształcie, która się dzieliła na trzy poziome pasma. Niewielkim zmianom poddano również pas tylny. Wprowadzono jedynie w tym roku dwie limitowane wersje hardtopów Cordoba, malowane na złoty kolor. Silniki również pozostały takie same, z tym, że oprócz najmocniejszego silnika 440 CID 375 KM dostępny był także jego wariant o mocy 350 KM. Sprzedaż spadła w tym roku i wyprodukowano 110 292 samochodów, z tego tradycyjnie najwięcej sedanów i tylko 1124 kabriolety, przy tym ceny wzrosły o ok. 3%.

### Model 1971 – drugi lifting
Również w 1971 roku zmiany były niewielkie, a najbardziej zauważalną było pojawienie się znaczka firmowego pośrodku atrapy chłodnicy. Od tego roku zrezygnowano z produkcji kabrioletu, który to rodzaj nadwozia tracił już popularność. Oprócz bazowej linii Newport i droższej Newport Custom wprowadzono tańszą Newport Royal, napędzaną standardowo nowym silnikiem V8 360 CID (5,9 l) o mocy 255 KM. Moc pozostałych silników zmniejszyła się z uwagi na normy dotyczące emisji zanieczyszczeń i przejście na paliwo bezołowiowe: bazowego silnika 383 CID do 275 KM, opcjonalnego do 300 KM, a silnika 440 CID do 335 KM. Wszystkie samochody podrożały i ceny wynosiły od 4078 dolarów za sedan Royal do 4471 dolarów za czterodrzwiowy hardtop Custom. Produkcja od września 1970 roku wyniosła 111 521 sztuk.

### Model 1972 – trzeci lifting
Na 1972 rok przeprojektowano większość nadwozia, które stało się mniej obłe w kształcie, zachowując jednak generalny styl. Chromowany zderzak przedni nadal obejmował pas przedni w formie ramki, lecz został przedzielony pionowo na dwie części, natomiast atrapa chłodnicy miała duże pionowe podłużne otwory. Zmieniono również konfigurację pasa tylnego. Modele Chryslera z tego roku miały najobszerniejsze wnętrze spośród amerykańskich samochodów. Pozostawiono tylko dwie linie modeli: Newport Royal i Newport Custom. Bazowy silnik linii Custom miał teraz pojemność 400 CID (6,55 l) i moc 190 KM. Na skutek urealnienia metody obliczania, moc „netto” pozostałych silników formalnie obniżono: silnika 360 CID (jedynego dostępnego w linii Royal) do 175 KM, a jednostek 440 CID do 225 lub 245 KM. Od tego roku wszystkie silniki były już dostępne tylko z automatyczną skrzynią biegów Torqueflite. Ceny wynosiły od 4051 dolarów za sedan Royal do 4435 dolarów za czterodrzwiowy hardtop Custom. Produkcja od września 1971 roku wyniosła 130 305 sztuk.

### Model 1973 – czwarty lifting
Model z ostatniego 1973 roku produkcji tej generacji został znacznie przestylizowany, zgodnie z nowymi trendami amerykańskich samochodów wyższej klasy. Całkowitej zmianie uległa przednia część, z wyodrębnioną optycznie atrapą chłodnicy między reflektorami i podwyższoną centralną częścią maski nad nią. Zastosowano klasyczny zderzak, przy tym został on wzmocniony zgodnie z nowymi amerykańskimi wymogami bezpieczeństwa. Zrezygnowano z linii Royal, powracając do dwóch linii wykończenia: Newport i Newport Custom. W standardzie dla obu linii był teraz silnik o pojemności 400 CID, opcjonalnie 440 CID. Standardowy stał się elektroniczny system zapłonowy, a opcjonalnie stał się dostępny zegar elektroniczny oraz fabryczny system alarmowy. Jako opcja oferowano też opony radialne. 

### Silnik
- V8 7,2 l (7206 cm³), 2 zawory na cylinder, OHV
- Układ zasilania: gaźnik
- Średnica cylindra × skok tłoka: 109,70 mm × 95,30 mm
- Stopień sprężania: 8,2:1
- Moc maksymalna: 188 KM (138 kW) przy 3600 obr./min
- Maksymalny moment obrotowy: 420 N•m przy 2400 obr./min
- Prędkość maksymalna: 175 km/h

## Czwarta generacja

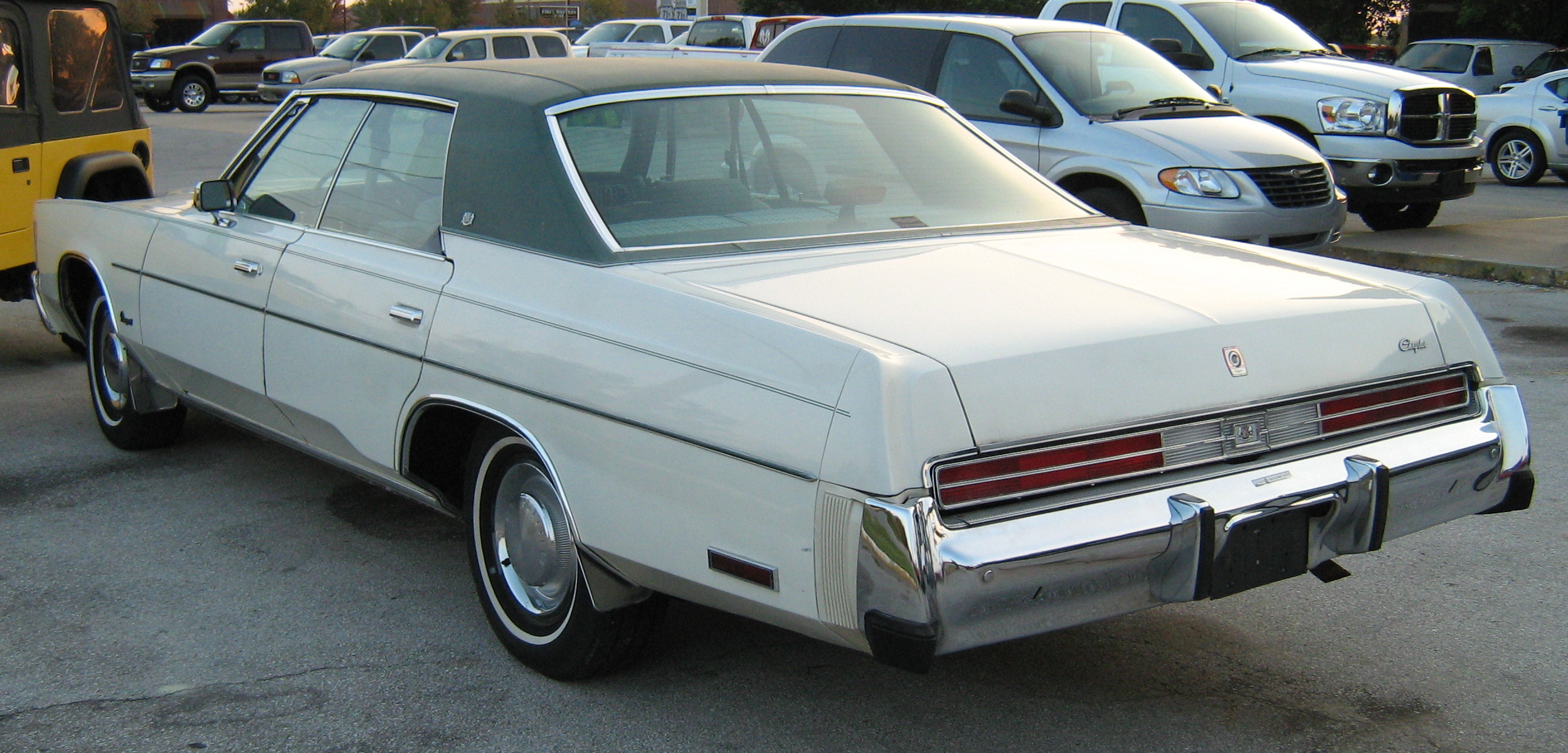
Chrysler Newport IV - tył

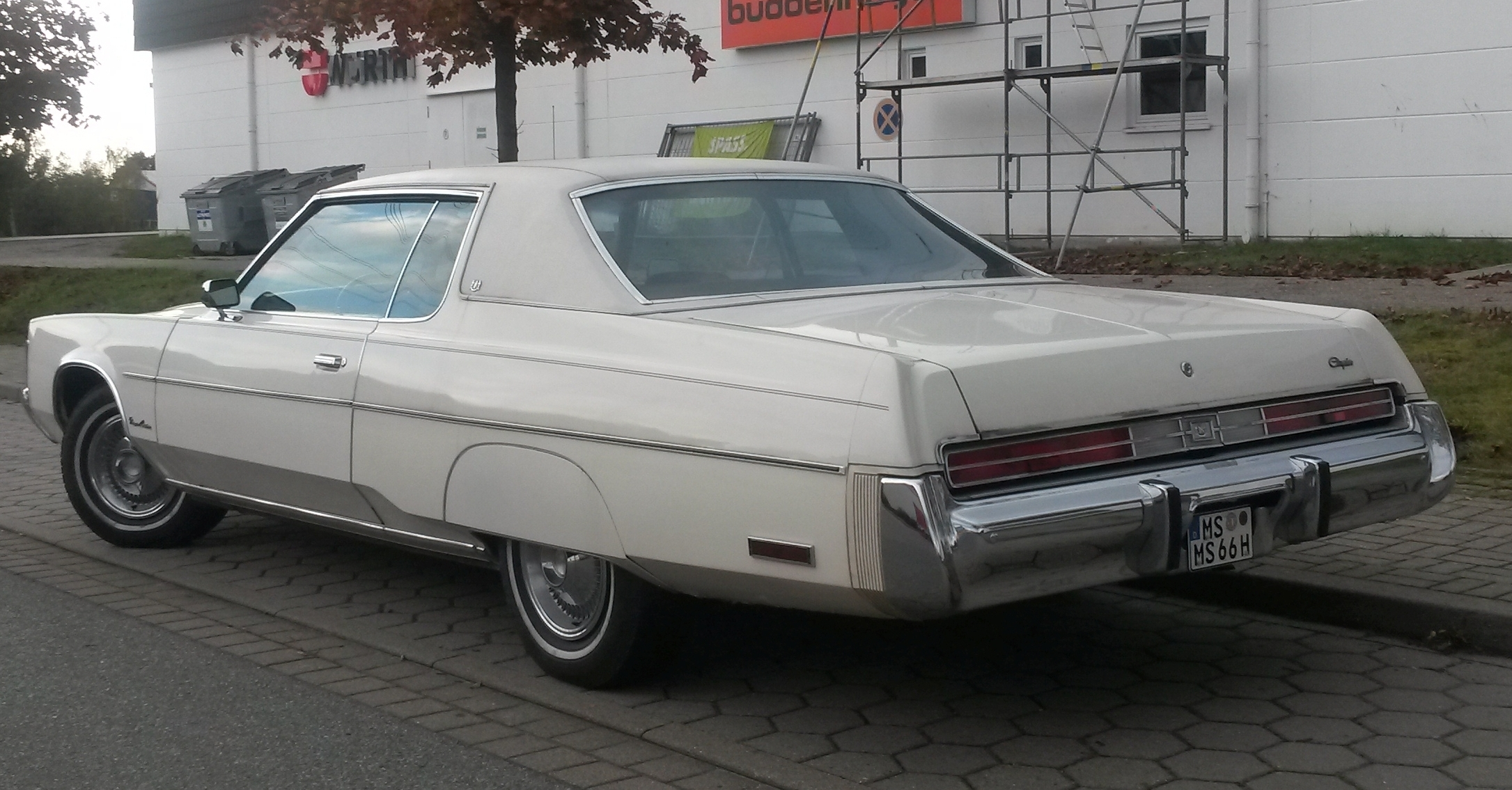
Chrysler Newport IV Coupe

Chrysler Newport IV został zaprezentowany po raz pierwszy w 1973 roku.
W 1973 roku Chrysler podjął decyzję o opracowaniu zupełnie nowego, czwartego już wcielenia modelu Newport. Samochód opracowano na zmodernizowanej platformie C-body, na której oparto także bliźniacze konstrukcje marek Dodge i Plymouth. Pomimo takiego samego rozstawu osi, Newport szóstej generacji został gruntownie zrestylizowany, powstając według nowej koncepcji stylistycznej. 
Nadwozie zyskało bardziej kanciaste proporcje, które wyrażały m.in. masywne, ścięte pod kątem prostym przednie błotniki, a także pionowa, chromowana atrapa chłodnicy wykraczająca poza obrys pasa przedniego. Tylne lampy zachowały schemat podłużnie ulokowanych prostokątów, zajmując jednak większą część pasa tylnego.
Gama nadwoziowa została okrojona do jedynie dwóch wariantów nadwoziowych. Poza 4-drzwiowym sedanem, Newport VI oferowany był ponadto jeszcze w wariancie z jedną parą drzwi jako coupe.

### Silniki
- V8 5.9l
- V8 6.2l
- V8 7.2l

## Piąta generacja

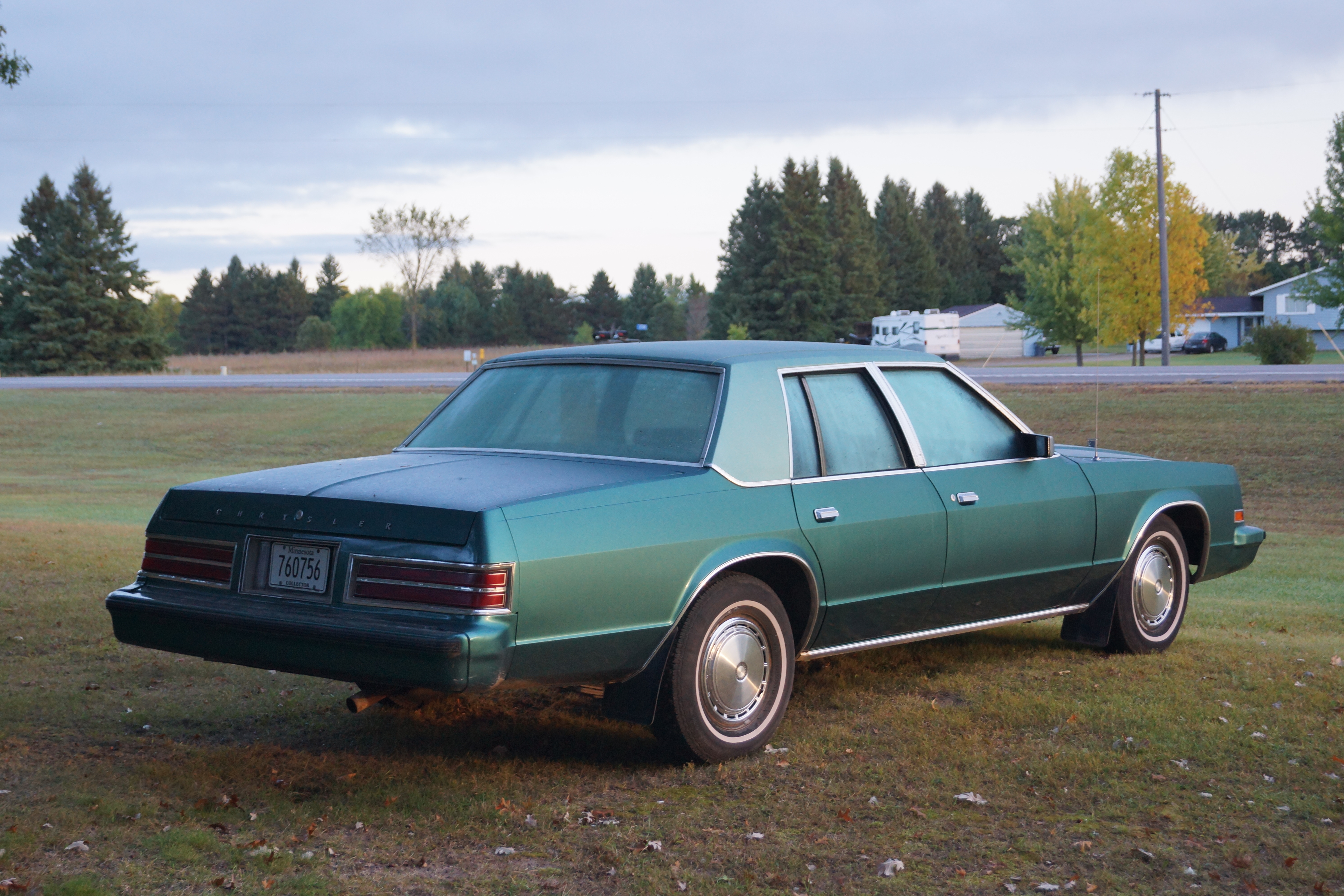
Chrysler Newport V - tył

Chrysler Newport V został zaprezentowany po raz pierwszy w 1978 roku.
Koniec 1978 roku przyniósł prezentację piątej i zarazem ostatniej generacji Chryslera Newport. Samochód został tym razem opracowany na zupełnie nowej platformie R-body, na której koncern Chrysler zbudował także bliźniacze modele Dodge St. Regis i Plymoutha Gran Fury.
Co więcej, na tej architekturze oparto także kolejną odsłonę droższej i bardziej luksusowej limuzyny New Yorker. Zmiana płyty podłogowej związała się ze zmniejszeniem długości nadwozia, choć proporcje nadwozia i ogólna koncepcja zostały takie same. Pod kątem stylistycznym Newport dalej utrzymał charakterystyczną, kanciastą sylwetkę z podłużną maską i dużą, chromowaną atrapą chłodnicy. Oferta nadwoziowa została okrojona wyłącznie do odmiany sedan.

### Silniki
- L6 3.7l
- V8 5.2l
- V8 5.9l